# El nuevo ritmo orquídea
El Nuevo Ritmo Orquídea es el primer álbum oficial del artista Hugo Blanco, grabado en diciembre de 1960 para el Palacio de la Música, aquí destaca la voz de la Soprano Teresa de González "La Dama Equis", de esta producción salió el famoso "Moliendo Café", también los exitosos instrumentales: "El Gallo de Oro", "Madrigal" y "Fantasía Criolla".

## Pistas
| N.º | Canción                                             | Duración |
| --- | --------------------------------------------------- | -------- |
| 1.  | "Orquídea" Hugo Blanco                              |          |
| 2.  | "Tras mi Risa" José Manzo                           |          |
| 3.  | "El Gallo de Oro" Hugo Blanco                       |          |
| 4.  | "Imposible" Luis Arismendi, Hugo Blanco             |          |
| 5.  | "Moliendo Café" José Manzo, Hugo Blanco             |          |
| 6.  | "Noche Blanca" Hugo Blanco                          |          |
| 7.  | "Chaima" Hugo Blanco                                |          |
| 8.  | "Mis Sueños" Enio Galindo, Héctor Valero            |          |
| 9.  | "Madrigal" Hugo Blanco                              |          |
| 10. | "La Noche de tu Partida" Oswaldo Oropeza            |          |
| 11. | "La Perdiz" José María Gutiérrez, Salvador González |          |
| 12. | "Fantasía Criolla" Hugo Blanco                      |          |